# Triphosa eugramma
Triphosa eugramma là một loài bướm đêm trong họ Geometridae.